# 伊斯兰原教旨主义
，也称伊斯蘭基本教義派或伊斯蘭原理主義，是伊斯蘭世界的一种原教旨主義思潮。原教旨主義主张根据《可兰经》来严格管理个人和社会生活。这一思潮得到了伊斯蘭世界的廣泛支持。一般認為伊斯蘭原教旨主義是傳統宗教文化對現代化的一個調適過程，也有學者認為伊斯蘭原教旨主義是對西方文明及世俗自由社會的挑戰。这一思潮的温和派与其极端保守派别，如瓦哈比派及伊斯蘭恐怖主義等有所区别。

## 名稱的來源
“原教旨主義”本是基督教新教福音派在美國1970年代興起的一股思潮，認為現存世界正是一片污濁，臨近末日，需要耶穌基督的再次降臨才可以拯救人類，只有《聖經》是唯一的絕對權威，世俗主義形成的現代主義、社會主義和自由主義皆應該被拋棄。
由於伊斯蘭的其中一種思潮也反對進化論和現代主義，認為現存世界充滿邪惡，救世主（馬赫迪）會來拯救世界，所以一些西方學者就將“原教旨主義”一詞套用於伊斯蘭世界之中，稱之為“伊斯蘭原教旨主義”。

## 相關領袖
- 穆罕默德·伊本·阿布多·瓦哈比
- 舒凱里·穆斯塔法

## 相關組織
- 基地组织
- 穆斯林兄弟會
- 伊斯兰国